# Вудрафф (переписна місцевість, Вісконсин)
Вудрафф (англ. Woodruff) — переписна місцевість (CDP) в США, в окрузі Онейда штату Вісконсин. Населення — 891 особа (2020).

## Географія
Вудрафф розташований за координатами 45°53′40″ пн. ш. 89°41′28″ зх. д. / 45.89444° пн. ш. 89.69111° зх. д. (45.894436, -89.691154).  За даними Бюро перепису населення США в 2010 році переписна місцевість мала площу 3,71 км², з яких 3,65 км² — суходіл та 0,07 км² — водойми.

## Демографія
Згідно з переписом 2010 року, у переписній місцевості мешкало 966 осіб у 455 домогосподарствах у складі 217 родин. Густота населення становила 260 осіб/км².  Було 533 помешкання (143/км²).
Расовий склад населення:
| - 92,0 % — білих - 3,5 % — корінних американців - 0,4 % — азіатів - 0,2 % — чорних або афроамериканців - 1,4 % — осіб інших рас |

До двох чи більше рас належало 2,4 %. Частка іспаномовних становила 3,8 % від усіх жителів.
За віковим діапазоном населення розподілялося таким чином: 18,4 % — особи молодші 18 років, 51,7 % — особи у віці 18—64 років, 29,9 % — особи у віці 65 років та старші. Медіана віку мешканця становила 47,8 року. На 100 осіб жіночої статі у переписній місцевості припадало 83,0 чоловіків;  на 100 жінок у віці від 18 років та старших — 74,7 чоловіків також старших 18 років.
Середній дохід на одне домашнє господарство  становив 45 606 доларів США (медіана — 20 192), а середній дохід на одну сім'ю — 43 415 доларів (медіана — 40 781). Медіана доходів становила 35 417 доларів для чоловіків та 24 394 долари для жінок. За межею бідності перебувало 21,9 % осіб, у тому числі 37,6 % дітей у віці до 18 років та 27,5 % осіб у віці 65 років та старших.
Цивільне працевлаштоване населення становило 278 осіб. Основні галузі зайнятості: освіта, охорона здоров'я та соціальна допомога — 24,1 %, роздрібна торгівля — 23,7 %, мистецтво, розваги та відпочинок — 8,3 %, транспорт — 6,1 %.